# Вадо
Вадо (яп. 和銅 вадо:, японская медь) — девиз правления (нэнго) японской императрицы Гэммэй с 708 по 715 год .

## Продолжительность
Начало и конец эры:
- 11-й день 1-й луны 5-го года Кэйун (по юлианскому календарю — 7 февраля 708 года);
- 2-й день 8-й луны 9-го года Вадо (по юлианскому календарю — 3 октября 715 года);

## События

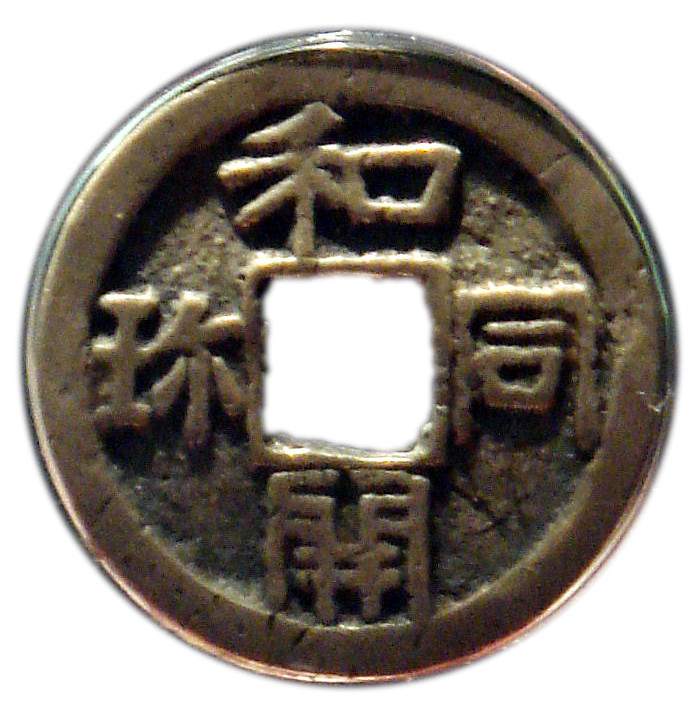
Монета вадокайтин

- 708 год — изменение девиза правления на Вадо в честь открытия залежей меди: новый девиз состоит из слова ва- (китайское обозначение Японии) и до (銅, рус. медь), — букв. «японская медь». Эра Вадо знаменита монетами вадокайхо, или вадокайтин (яп. 和同開珎) — первыми известными японскими деньгами.
- 5 мая 708 года (11-й день 4-го месяца Вадо) — образец новой меди из месторождения в провинции Мусаси был представлен Гэммэй и официально признан японской медью[8].
- 708 год (3-й месяц Вадо) — Фудзивара-но Фухито (藤原不比等) назначен на пост правого министра, Исо-ками Маро — на пост левого министра[9].
- 709 год (3-й месяц 2-го года Вадо) — антиправительственное восстание в провинциях Муцу и Этиго. Войска были немедленно направлены на усмирение бунта[9].
- 709 год (5-й месяц 2-го года Вадо) — прибыли послы от корейского государства Силла. Их встретил Фудзивара-но Фухито[10].
- 710 год (3-й месяц 3-го года Вадо) — императрица Гэммэй перенесла официальную резиденцию в город Нара, который был известен тогда как Хэйдзё-кё[11]. Подготовка к этому активно велась в последние годы царствования императора Момму, но прекратилась из-за его кончины[9]. Вскоре после объявления девиза правления Вадо был издан императорский рескрипт о создании новой столицы Хэйдзё-кё в Наре в провинции Ямато. Традиция переноса столицы каждым новым императором велась издавна, но император Момму решил не переносить столицу, предпочитая вместо этого оставаться в дворце Фудзивара, который был построен императрицей Дзито[12].
- 711 год (1-й месяц 5-го года Вадо) — О-но Ясумаро завершает составление Кодзики[13].
- 712 год — провинция Муцу была отделена от провинции Дэва[9].
- 713 год (3-й месяц 6-го года Вадо) — провинция Тамба была отделена от провинции Танго; провинция Мимасака была отделена от провинции Бидзэн, провинция Хюга была отделена от провинции Осуми
- 713 год (2-й день 5-го месяца 6-го года Вадо) — издан императорский указ о составлении Фудоки[14].
- 713 год — была расширена дорога, которая пересекает провинции Мино и Синано; также была расширена дорога на территории района Кисо (яп. 木曽郡) современной префектуры Нагано[9].

Основанная императрицей Гэммэй столица в Хэйдзё-кё оставалась центром японской политической жизни в период царствования последующих семи правителей — это время известно в историографии как период Нара. После восьми лет правления Гэммэй отреклась от престола в пользу своей дочери.

## Сравнительная таблица
Ниже представлена таблица соответствия японского традиционного и европейского летосчисления. В скобках к номеру года японской эры указано название соответствующего года из 60-летнего цикла китайской системы гань-чжи. Японские месяцы традиционно названы лунами.
| 1-й год Вадо (Земляная Обезьяна)    | 1-я луна*      | 2-я луна   | 3-я луна*             | 4-я луна* | 5-я луна  | 6-я луна* | 7-я луна*             | 8-я луна   | 8-я луна* (високосная) | 9-я луна   | 10-я луна  | 11-я луна    | 12-я луна*    |
| ----------------------------------- | -------------- | ---------- | --------------------- | --------- | --------- | --------- | --------------------- | ---------- | ---------------------- | ---------- | ---------- | ------------ | ------------- |
| Юлианский календарь                 | 28 января 708  | 26 февраля | 27 марта              | 25 апреля | 24 мая    | 23 июня   | 22 июля               | 20 августа | 19 сентября            | 18 октября | 17 ноября  | 17 декабря   | 16 января 709 |
| 2-й год Вадо (Земляной Петух)       | 1-я луна       | 2-я луна   | 3-я луна*             | 4-я луна* | 5-я луна  | 6-я луна* | 7-я луна*             | 8-я луна   | 9-я луна*              | 10-я луна  | 11-я луна  | 12-я луна*   |               |
| Юлианский календарь                 | 14 февраля 709 | 16 марта   | 15 апреля             | 14 мая    | 12 июня   | 12 июля   | 10 августа            | 8 сентября | 8 октября              | 6 ноября   | 6 декабря  | 5 января 710 |               |
| 3-й год Вадо (Металлическая Собака) | 1-я луна       | 2-я луна   | 3-я луна*             | 4-я луна  | 5-я луна* | 6-я луна  | 7-я луна*             | 8-я луна*  | 9-я луна               | 10-я луна* | 11-я луна  | 12-я луна*   |               |
| Юлианский календарь                 | 3 февраля 710  | 5 марта    | 4 апреля              | 3 мая     | 2 июня    | 1 июля    | 31 июля               | 29 августа | 27 сентября            | 27 октября | 25 ноября  | 25 декабря   |               |
| 4-й год Вадо (Металлическая Свинья) | 1-я луна       | 2-я луна   | 3-я луна              | 4-я луна* | 5-я луна  | 6-я луна* | 6-я луна (високосная) | 7-я луна*  | 8-я луна               | 9-я луна*  | 10-я луна* | 11-я луна    | 12-я луна*    |
| Юлианский календарь                 | 23 января 711  | 22 февраля | 24 марта              | 23 апреля | 22 мая    | 21 июня   | 20 июля               | 19 августа | 17 сентября            | 17 октября | 15 ноября  | 14 декабря   | 13 января 712 |
| 5-й год Вадо (Водяная Крыса)        | 1-я луна       | 2-я луна   | 3-я луна*             | 4-я луна  | 5-я луна  | 6-я луна* | 7-я луна              | 8-я луна*  | 9-я луна               | 10-я луна* | 11-я луна* | 12-я луна    |               |
| Юлианский календарь                 | 11 февраля 712 | 12 марта   | 11 апреля             | 10 мая    | 9 июня    | 9 июля    | 7 августа             | 6 сентября | 5 октября              | 4 ноября   | 3 декабря  | 1 января 713 |               |
| 6-й год Вадо (Водяной Бык)          | 1-я луна*      | 2-я луна   | 3-я луна*             | 4-я луна  | 5-я луна  | 6-я луна* | 7-я луна              | 8-я луна*  | 9-я луна               | 10-я луна  | 11-я луна* | 12-я луна    |               |
| Юлианский календарь                 | 31 января 713  | 1 марта    | 31 марта              | 29 апреля | 29 мая    | 28 июня   | 27 июля               | 26 августа | 24 сентября            | 24 октября | 23 ноября  | 22 декабря   |               |
| 7-й год Вадо (Деревянный Тигр)      | 1-я луна*      | 2-я луна*  | 2-я луна (високосная) | 3-я луна* | 4-я луна  | 5-я луна* | 6-я луна              | 7-я луна   | 8-я луна*              | 9-я луна   | 10-я луна  | 11-я луна*   | 12-я луна     |
| Юлианский календарь                 | 21 января 714  | 19 февраля | 20 марта              | 19 апреля | 18 мая    | 17 июня   | 16 июля               | 15 августа | 14 сентября            | 13 октября | 12 ноября  | 12 декабря   | 10 января 715 |
| 8-й год Вадо (Деревянный Кролик)    | 1-я луна*      | 2-я луна*  | 3-я луна              | 4-я луна* | 5-я луна  | 6-я луна* | 7-я луна              | 8-я луна*  | 9-я луна               | 10-я луна  | 11-я луна  | 12-я луна*   |               |
| Юлианский календарь                 | 9 февраля 715  | 10 марта   | 8 апреля              | 8 мая     | 6 июня    | 6 июля    | 4 августа             | 3 сентября | 2 октября              | 1 ноября   | 1 декабря  | 31 декабря   |               |

* звёздочкой отмечены короткие месяцы (луны) продолжительностью 29 дней. Остальные месяцы длятся 30 дней.